# Sharon (Wisconsin)
Sharon és una població dels Estats Units a l'estat de Wisconsin. Segons el cens del 2000 tenia 1.549 habitants.

## Demografia
Segons el cens del 2000, Sharon tenia 1.549 habitants, 565 habitatges, i 402 famílies. La densitat de població era de 657,2 habitants per km².
Dels 565 habitatges en un 40% hi vivien nens de menys de 18 anys, en un 57,3% hi vivien parelles casades, en un 8,7% dones solteres, i en un 28,7% no eren unitats familiars. En el 25,5% dels habitatges hi vivien persones soles el 7,8% de les quals corresponia a persones de 65 anys o més que vivien soles. El nombre mitjà de persones vivint en cada habitatge era de 2,74 i el nombre mitjà de persones que vivien en cada família era de 3,29.
Per edats la població es repartia de la següent manera: un 31,3% tenia menys de 18 anys, un 8,8% entre 18 i 24, un 31,2% entre 25 i 44, un 19,8% de 45 a 60 i un 8,8% 65 anys o més.
L'edat mediana era de 32 anys. Per cada 100 dones de 18 o més anys hi havia 104,2 homes.
La renda mediana per habitatge era de 39.330 $ i la renda mediana per família de 45.500 $. Els homes tenien una renda mediana de 34.097 $ mentre que les dones 23.438 $. La renda per capita de la població era de 15.779 $. Aproximadament el 9,5% de les famílies i el 10,4% de la població estaven per davall del llindar de pobresa.

## Poblacions més properes
El següent diagrama mostra les poblacions més properes.